# Brownington (Vermont)
Brownington es un pueblo ubicado en el condado de Orleans en el estado estadounidense de Vermont. En el año 2010 tenía una población de 988 habitantes y una densidad poblacional de 13 personas por km².

## Geografía
Brownington se encuentra ubicado en las coordenadas 44°49′32″N 72°8′3″O / 44.82556, -72.13417.

## Demografía
Según la Oficina del Censo en 2000 los ingresos medios por hogar en la localidad eran de $29,667 y los ingresos medios por familia eran $37,721. Los hombres tenían unos ingresos medios de $26,210 frente a los $21,250 para las mujeres. La renta per cápita para la localidad era de $14,004. Alrededor del 17.9% de la población estaban por debajo del umbral de pobreza.